# Thitmodis
Thitmodis (auch Timodis) war eine Äbtissin im Kloster Liesborn.

## Leben
Über das Leben dieser Liesborner Äbtissin ist außer dem Eintrag im Liesborner Nekrolog nichts bekannt. Ihre Memorie fällt auf den 5. Januar. Der Chronist Bernhard Witte führt sie bei seiner Aufzählung der Liesborner Äbtissinnen an zweiter Stelle. Geht man davon aus, dass es sich hierbei um eine chronologische Reihenfolge handelt, wäre ihre Amtszeit demnach um das Jahr 900 einzuordnen.